# Otěšice
Otěšice (deutsch Adalbertsdorf, tschechisch früher Vojtěšice bzw. Útěšice) ist eine Gemeinde mit 154 Einwohnern in Tschechien. Sie liegt neun Kilometer westlich von Přeštice und gehört zum Okres Plzeň-jih. Die Katasterfläche beträgt 557 ha.

## Geographie
Der Ort befindet sich in 396 m ü. M. am linken Talhang des Biřkovský potok. Südöstlich davon erhebt sich der 450 m hohe Hügel Hájek. Im Nordwesten liegt der Merklínský rybník, in dem der Roupovský potok und die Merklínka gestaut werden.
Nachbarorte sind Merklín im Norden, Horušany im Nordosten, Roupov  im Südosten, Bolkov im Süden, Ptenín im Südwesten sowie Kloušov im Nordwesten.

## Geschichte
Die erste urkundliche Erwähnung von Otěšice als Besitz des Klosters St. Georg in Prag erfolgte im Jahre 1228. Seit 1328 ist die Familie z Otěšic und ab 1385 deren Linie Bohušov z Otěšic als Grundherren nachweisbar. In dieser Zeit muss eine Besitzteilung derfolgt sein, den 1378 besaßen auch die Černín z Chudenic einen Teil des Ortes. Zu den weiteren Besitzern gehörte ab 1427 Jaroslav z Čočovic. 1495 wurde Otěšice zwischen Jan z Prostiboře, der die Feste erhielt, sowie Vilém z Chřínova und Jan Bohuchval z Hrádku, an die der Hof und das Dorf gingen, aufgeteilt. Seinen Anteil vereinte Vilém z Chřínova mit Merklín. Die Feste fiel im 16. Jahrhundert wüst und wurde dann nie mehr erwähnt. Kurz vor dem Dreißigjährigen Krieg wurde die Zerstückelung beendet und ganz Otěšice wurde der Herrschaft Merklín angeschlossen. Nach der Aufhebung der Patrimonialherrschaften wurde Otěšice 1850 zu selbstständigen Gemeinde. Den Herrenhof erwarb in der 2. Hälfte des 19. Jahrhunderts Graf Eduard Pálffy von Erdöd. 1890 hatte das Dorf 393 Einwohner, 1920 waren es 445.

## Gemeindegliederung
Für Otěšice sind keine Ortsteile ausgewiesen.

## Sehenswürdigkeiten
- Kapelle der Hl. Adalbert, 1840 erbaut
- zwei historische Kornspeicher, davon ein Schrotholzbau
- Herrenhof Vojtěšice